# Ѐ
Ѐ, ѐ 是一个西里尔字母，代表普通字母 е 的重音变体。
ѐ 不作为一个独立的字母。最通常来说， ѐ 用在马其顿语，以避免歧义的情况，例如：
- И не воведи нè во искушение, но избави нè од лукавиот. (And do not lead us into temptation, but deliver us from evil.)
- Сè што ќе напишете може да се употреби против вас! (All what you'll write can be used (literally: it can use itself) against you!)

ѐ 亦可在标了重音的塞尔维亚语和教会斯拉夫语的文字，以及19世纪或之前的俄语书籍中找到。现在，俄语的重音元音通常以尖音符表示，而不是用重音符。

## 参看
- Е е、Ё ё（西里尔字母）
- È è（拉丁字母）